# Runiz
Rūnīz (farsi رونیز) è una città dello shahrestān di Estahban, circoscrizione di Runiz, nella provincia di Fars.